# 작은 새 (1974년 영화)
"작은 새"는 한국에서 제작된 이두용 감독의 1974년 영화이다. 김진 등이 주연으로 출연하였고 곽정환 등이 제작에 참여하였다.

## 출연

### 주연
- 김진
- 안인숙
- 김진규
- 고은아